# Instituto de Arte Contemporânea
O Instituto de Arte Contemporânea ou IAC de São Paulo foi fundado em 1997, com a finalidade principal de preservar documentos e difundir a obra de artistas brasileiros de tendência construtiva. São eles: Sergio  Camargo (1930-1990), Willys de Castro (1926-1988), Amilcar de Castro (1920-2002) e, mais recentemente, Sérvulo Esmeraldo (1929-2017). Para a realização desse projeto, tornava-se fundamental a construção de uma sede para o Instituto. Através de um convênio firmado com a Universidade de São Paulo – USP, o IAC deu início à reforma do prédio Joaquim Nabuco – construção da década de 1920, onde funcionou de 1949 a 1968 a antiga Faculdade de Filosofia, Ciências e Letras, palco de acontecimentos políticos e culturais relevantes na história do país.
Em janeiro de 2004 o IAC implantou seu Núcleo de Documentação e Pesquisa. É responsável pela guarda, conservação, catalogação, pesquisa, divulgação gratuita e acesso permanente do público à documentação histórica referente aos artistas que constituem, atualmente, seu objeto de estudo. Conta com uma equipe composta de profissionais de diferentes áreas do conhecimento – museologia, artes plásticas, história e comunicação social –, preparados para o processamento técnico do acervo, elaboração de instrumentos de pesquisa e atendimento ao público.
Em 2011, findo o comodato entre IAC e USP, a sede foi transferida, após convite do Centro Universitário Belas Artes de São Paulo, para o 1º andar da Rua Dr. Álvaro Alvim, 90. Nesse local, o IAC implantou sua sala de catalogação, higienização e atendimento às pesquisas de acervo; uma sala de administração; adaptou os espaços existentes para receber uma sala de exposições exclusiva para apresentação de seu acervo e uma reserva técnica aparelhada com todos os recursos da conservação preventiva contemporânea.
O objetivo do Instituto de Arte Contemporânea é se tornar um centro de referência documental e histórica. Com esse foco o Núcleo de Documentação e Pesquisa recolhe e organiza importante material bibliográfico e de fontes primárias, não só dos próprios artistas como do que se produziu sobre eles.
O acervo documental referente aos artistas representados pelo IAC é de importância inestimável para a história da arte e da cultura brasileira, especialmente, a partir da segunda metade do século XX.
Além disso, o IAC organiza exposições internacionais em parceria com outras instituições de renome. Já organizou a mostra Coloritmos do venezuelano Alejandro Otero, um dos artistas mais significativos da história da abstração modernista, em parceria com a Pinacoteca do Estado de São Paulo e a Fundação Nemirowsky.
O Ministério Público Federal investigou a instituição após denúncia feita pelo Sindicato Nacional dos Artistas Plásticos. Segundo o sindicato, a presidente do IAC selecionaria diversas obras de sua galeria para compor as mostras montadas no espaço que o IAC ocupava no Centro Universitário Maria Antônia. No dia 20 de abril de 2012, o Ministério Público, à unanimidade, desconsiderou a denúncia e deliberou pelo arquivamento.
O Instituto de Arte Contemporânea também publicou vários catálogos registrando suas exposições, entre eles: Campo Ampliado, Absorção e Intimismo em Volpi, O Olhar do Colecionador - Coleção Tuiuiu, Sergio Camargo - Claro Enigma. No espaço atual organizou as mostras Brasil: Figuração x Abstração e Deformações Dinâmicas com documentos do acervo pessoal de Willys de Castro.